# Christina Mikkelsen
Christina Mikkelsen (nascida em 19 de setembro de 1992) é uma modelo dinamarquesa, vencedora do Miss Universo da Dinamarca [en]. Passou a ser reconhecida no Brasil pela sua semelhança com a atriz global e ex-miss Grazielli Massafera. Representou a Dinamarca no Miss Universo 2016, cuja cerimônia ocorreu em Manila, nas Filipinas, em 30 de janeiro.

## Vida pessoal
Mikkelsen é natural de Copenhague, Dinamarca, e representou o país na competição de beleza internacional Miss Universo, cuja realização ocorre todos os anos nos Estados Unidos.

## Carreira

### Início
Mikkelsen vence o concurso Bride of the World 2012 em Macau, representando a Dinamarca.

### Miss Universo da Dinamarca
No dia 14 de maio de 2016, Mikkelsen foi coroada Miss Universo da Dinamarca 2016 e, mais tarde, perde a coroa por suposto envolvimento em lavagem de dinheiro.

### Miss Universo 2016
Mikkelsen disputou, representando a Dinamarca, o Miss Universo 2016, mas não se classificou.